# 粉红爆杖花
粉红爆杖花（学名：Rhododendron ×duclouxii）为杜鹃花科杜鹃花属下的一个种。

## 扩展阅读
- 維基物種上的相關：粉红爆杖花